# Starostowie lwowscy
Starostowie lwowscy – urzędnicy we Lwowie.
- Otto z Pilczy
- Abraham (z Baranowa)
- Jan Kmita z Wiśnicza
- Jan z Tarnowa
- Gniewosz z Dalewic
- Jan (Jasiek) z Tarnowa
- Florian z Korytnicy
- Iwan (Iwo) z Obiechowa
- Piotr z Melsztyna
- Spytek z Tarnowa
- Piotr Włodkowicz[1]
- Jan Mężyk
- Wincenty Świdwa z Szamotuł
- Piotr Odrowąż ze Sprowy i Zagórza
- Andrzej Odrowąż
- Jan Odrowąż ze Sprowy
- Rafał Jakub Jarosławski
- Spytek Jarosławski
- Andrzej z Oleśnicy
- Mikołaj Tęczyński
- Zbigniew Tęczyński
- Mikołaj Kreza z Bobolic
- Piotr Myszkowski
- Stanisław Chodecki
- Otto Chodecki
- Stanisław Odrowąż ze Sprowy
- Mikołaj Herburt Odnowski
- Zygmunt Ligęza
- Piotr Barzy
- Mikołaj Herburt
- Jerzy Mniszech
- Stanisław Bonifacy Mniszech
- Andrzej Mniszech
- Adam Hieronim Sieniawski
- Jan Mniszech
- Jan Cetner
- Hieronim Mikołaj Sieniawski
- Adam Mikołaj Sieniawski
- Stefan Potocki
- Joachim Potocki
- Karol Stanisław Radziwiłł Panie Kochanku
- Eustachy Potocki
- Antoni Potocki
- Jan Kicki